# Голдін Микола Васильович
Микола Васильович Голдін (нар. 20 березня 1910, пристанційне селище Гришине Бахмутського повіту Катеринославської губернії, тепер місто Покровськ Покровського району Донецької області — 2001, місто Москва) — радянський діяч, міністр будівництва підприємств важкої індустрії СРСР (1967—1986). Герой Соціалістичної Праці (19.03.1980). Депутат Верховної Ради СРСР 7—11-го скликань (у 1967—1989 роках). Член ЦК КПРС у 1971—1986 роках.

## Біографія
Народився в родині залізничника. Трудову діяльність розпочав у 1924 році учнем слюсаря та слюсарем залізничного депо, потім працював помічником машиніста паровоза депо станції Гришине на Донбасі.
Член ВКП(б) з 1929 року.
У 1929—1931 роках — студент робітничого факультету (робітфаку) Донецького гірничого інституту. У 1931—1937 роках — студент Харківського електротехнічного інституту.
У 1937—1938 роках — виконроб, інженер, начальник районного монтажного бюро. У 1938—1939 роках — завідувач спеціального проектного бюро тресту «Електромонтаж» в місті Харкові.
У 1939—1941 роках — старший інженер, заступник начальника виробничо-розподільного відділу Головелектромонтажу Народного комісаріату будівництва СРСР.
У 1941—1946 роках — керуючий тресту «Центроелектромонтаж» Народного комісаріату будівництва СРСР.
У 1946—1950 роках — начальник «Головелектромонтаж»у Міністерства будівництва підприємств важкої індустрії СРСР.
У 1950—1951 роках — заступник, а у 1951—1953 роках — 1-й заступник міністра будівництва підприємств важкої індустрії СРСР.
У березні 1953 — квітні 1954 року — заступник міністра будівництва СРСР.
У квітні 1954 — травні 1957 року — заступник міністра будівництва підприємств металургійної і хімічної промисловості СРСР.
У 1957—1958 роках — заступник голови Кемеровської ради народного господарства (раднаргоспу).
У 1958—1961 роках — головний інженер будівництва Бхілайського металургійного комбінату в Республіці Індія.
У 1961—1962 роках — заступник міністра будівництва Російської РФСР; 1-й заступник голови Ради народного господарства Російської РФСР.
У 1962—1963 роках — радник посольства СРСР на Кубі.
У березні 1963 — жовтні 1965 року — заступник голови Державного виробничого комітету з монтажних і спеціальних будівельних робіт СРСР.
У жовтні 1965 — лютому 1967 року — заступник міністра монтажних і спеціальних будівельних робіт СРСР.
21 лютого 1967 — 30 січня 1986 року — міністр будівництва підприємств важкої індустрії СРСР. З 1970 року — голова Товариства радянсько-індійських культурних зв'язків.
З січня 1986 року — персональний пенсіонер союзного значення у Москві.
Похований на Новодівочому цвинтарі.

## Нагороди
- Герой Соціалістичної Праці (19.03.1980)
- п'ять орденів Леніна (2.12.1947, 29.10.1949, 1.07.1960, 20.03.1970, 19.03.1980)
- орден Жовтневої Революції (19.03.1985)
- орден Дружби народів (16.05.1990)
- три ордени Трудового Червоного Прапора (9.01.1943, 20.04.1956, 29.07.1966)
- орден «Знак Пошани» (6.05.1945)
- орден Вітчизняної війни І-го ст. (10.09.1945)
- орден Червоної Зірки (9.03.1944)
- медалі
- Сталінська премія (1949)
- Премія Ради Міністрів СРСР
- Премія Джавахарлала Неру